# 費爾維尤 (北卡羅萊納州尤寧縣)
費爾維尤（英語：Fairview）是一個位於美國北卡羅萊納州尤寧縣的城鎮。

## 人口
根據2020年美國人口普查的數據，費爾維尤的面積為78.53平方千米，當中陸地面積為77.66平方千米，而水域面積為0.87平方千米。當地共有人口3456人，而人口密度為每平方千米44人。